# Mézilles
Mézilles település Franciaországban, Yonne megyében. Lakosainak száma 516 fő (2022. január 1.). Mézilles Tannerre-en-Puisaye, Dracy, Fontaines, Ronchères, Saint-Fargeau és Saint-Sauveur-en-Puisaye községekkel határos.

## Népesség
A település népességének változása:
| Lakosok száma | 590  | 588  | 579  | 547  | 527  | 523  | 518  | 512  | 516  |
|               | 2013 | 2015 | 2016 | 2017 | 2018 | 2019 | 2020 | 2021 | 2022 |